# Nigel Kennedy
Pour les articles homonymes, voir Kennedy.
Nigel Kennedy, né le 28 décembre 1956 à Brighton, est un violoniste britannique.

## Biographie
Enfant, Nigel Kennedy est le protégé du violoniste Yehudi Menuhin qui finance ses études et lui fait intégrer son école. Il rejoint ensuite la prestigieuse Juilliard School de New York, couvé par la chef de file des violonistes américains Dorothy DeLay. Il dira cependant que le moule dans lequel il lui fallait entrer ne lui convenait pas du tout. Il fait ses débuts en 1977 avec l'Orchestre philharmonique de Londres, dirigé par Riccardo Muti, avec une interprétation des concertos pour violon de Mendelssohn au Royal Festival Hall, puis rejoint l'Orchestre philharmonique de Berlin en 1980.

### Une reconnaissance mondiale
Il réalise en 1984 son premier enregistrement, les concertos pour violon d'Edward Elgar avec l'Orchestre philharmonique de Londres et Vernon Handley, qui devient disque d'or avec 300 000 exemplaires vendus et reçoit les récompenses d'Enregistrement de l'année 1985 selon le Gramophone magazine et Meilleur album de musique classique aux BPI Awards, puis un album de jazz. Suivant un parcours atypique, Nigel Kennedy poursuit sa collaboration avec les formations traditionnelles comme l'Orchestre philharmonique de New York en 1987, mais aussi avec des grands noms de la musique pop, tels que Paul McCartney ou Kate Bush.
Son interprétation très dynamique des Quatre Saisons d'Antonio Vivaldi en 1989 lui apporte une reconnaissance mondiale avec un album qui se hissera à la troisième place de classements britanniques avec plus de deux millions d'exemplaires vendus, ce qui lui vaudra une citation au Livre Guinness des records comme Meilleures ventes d'une œuvre classique.

### Une éclipse couronnée de succès
Une intervention chirurgicale à la nuque en 1992 incite Nigel Kennedy à se retirer de la scène musicale, décision controversée et médiatisée à outrance. Il met à contribution ce congé sabbatique de cinq années pour écrire ses propres compositions mêlées d'éléments de musiques celtiques, rock et jazz. Son retour en avril 1997 sur la scène internationale des concerts détrône les élections des unes des journaux britanniques[réf. nécessaire]. Les critiques ne tarissent pas d'éloges : « Dans ma vie, un seul violoniste britannique a produit quelque chose d'aussi audacieux et d'aussi grisant que cela. Le jeu de Kennedy trahit sa nouvelle maturité. Aucun autre violoniste sur Terre ne serait capable d'une transition stylistique aussi extraordinaire » selon le Times.
Nigel Kennedy réalise en 1998 une tournée couronnée de succès en Amérique du Nord, la première d'une longue série qui le conduit dans les évènements majeurs de la scène classique mondiale. De retour en studio, Nigel Kennedy entreprend de ré-enregistrer le concerto pour violon d'Edward Elgar, et dans la foulée le concerto pour violon et orchestre L'envol de l'alouette de Vaughan Williams avec Simon Rattle et l'Orchestre symphonique de la ville de Birmingham. Il consacre son album suivant aux œuvres du grand violoniste et compositeur Fritz Kreisler et enregistre ensuite The Kennedy Experience en 1999, recueil d'œuvres personnelles en hommage à Jimi Hendrix.
La même année, le trublion de la musique classique s'associe au grand violoncelliste Lynn Harrell pour produire un disque acclamé par la critique sur les œuvres de musique de chambre de Jean-Sébastien Bach intitulé Ravel & Kodaly. Il publie ensuite une compilation de petites œuvres avec l'Orchestre de chambre de Londres, Classic Kennedy, qui une fois de plus brille à la première place des ventes de musique classique au Royaume-Uni. Toujours aussi éclectique, Nigel Kennedy produit en 2000 un concert basé sur les œuvres du groupe de rock The Doors.

### Le triomphe et le prestige
Sous sa direction, Nigel Kennedy enregistre cette année-là, avec l'Orchestre philharmonique de Berlin, quatre concertos pour violon et hautbois les plus célèbres de Bach : le concerto pour deux violons en Ré mineur, le concerto pour hautbois et violon en Ré mineur et les concertos pour violons en La mineur et Mi majeur. Nigel Kennedy donne ensuite plusieurs concerts de renommée internationale avec l'orchestre de Berlin, et reçoit, pendant la cérémonie des Brit Awards au Royal Albert Hall de Londres, une récompense pour sa Contribution extraordinaire à la musique britannique, et en 2001, la récompense de l'artiste masculin de l'année.
En 2002, Nigel Kennedy entame une série de concerts des Quatre saisons de Vivaldi avec l'orchestre de Berlin et un trio de musiciens polonais de Cracovie baptisé Kroke. Pour fêter ses vingt-cinq ans de carrière, Kennedy entreprend une série de représentations exceptionnelles avec l'orchestre de chambre polonais, dont il devient directeur artistique en septembre, succédant ainsi à celui qui fut son mentor, Yehudi Menuhin.

## Talent
Kennedy a fait beaucoup pour populariser la musique classique, en particulier auprès des jeunes. En France, sa prestation en direct aux Victoires de la musique classique en 2005 fut particulièrement remarquée et appréciée de l'auditoire[réf. nécessaire] : on le vit parcourir la scène de long en large avec la même énergie qui anime son archet, démarche qui rompt avec l'immobilisme traditionnel des musiciens classiques. Il a aussi joué et enregistré la plupart des plus grands concerti pour violon.
Bien que sa personnalité agressive soit considérée par certains comme un frein à sa carrière[Qui ?], de nombreux musiciens respectés ont une grande estime pour lui[Qui ?]. Notamment Maxime Vengerov et Avi Abital  (ARTE le 10 avril 2022). Avec l'un d'eux, le violoncelliste Lynn Harrell, il a enregistré un duo qui fut bien reçu.
Kennedy se sent très concerné par le charme brut des concerts, et souvent il enregistre des morceaux entiers ou des mouvements en une seule prise pour préserver cette émotion.[réf. nécessaire] Il introduit également des éléments improvisés dans ses concerts, comme une cadence inspirée de Jimi Hendrix dans le concerto pour violon de Beethoven et bien sûr dans des enregistrements de jazz et de fusion.

## Discographie
| Année | Album                                                    | |
| ----- | -------------------------------------------------------- | --- |
| 2010  | The Very Best of Nigel Kennedy (EMI)                     | |
| 2009  | SHHH! (EMI)                                              | Nigel Kennedy Quintet (Nigel Kennedy, electric violin; Adam Kowalewski, contrabass & electric bass; Krzysztof Dziedzic, drums; Tomasz Grzegorski, tenor sax, soprano sax & bass clarinet; Piotr Wyleżoł, piano & hammond) with vocals by Boy George; |
| 2008  | A Very Nice Album                                        | |
| 2008  | Beethoven & Mozart Violin Concertos                      | |
| 2007  | Polish Spirit                                            | |
| 2007  | The Platinum Collection                                  | |
| 2006  | The Bluenote Sessions                                    | |
| 2006  | Kennedy, Live at La Citadelle (DVD)                      | |
| 2006  | Inner Thoughts                                           | |
| 2006  | Nigel Kennedy Plays Bach                                 | |
| 2005  | Legend: Beethoven and Bruch (CD+DVD)                     | |
| 2004  | Vivaldi II                                               | |
| 2003  | East Meets East                                          | |
| 2003  | Vivaldi                                                  | |
| 2002  | Greatest Hits                                            | |
| 2000  | Kennedy Plays Bach                                       | |
| 2000  | Riders on the Storm: The Doors Concerto                  | |
| 2000  | Duos for Violin & Cello                                  | |
| 1999  | Classic Kennedy                                          | |
| 1999  | The Kennedy Experience                                   | |
| 1998  | Kreisler                                                 | |
| 1997  | Elgar & Vaughan Williams                                 | |
| 1996  | Kafka                                                    | |
| 1993  | Tchaikovsky: Violin Concerto                             | |
| 1992  | Beethoven: Violin Concerto                               | |
| 1992  | Sibelius: Violin Concerto / Tchaikovsky: Violin Concerto | |
| 1991  | Brahms: Violin Concerto in D, Op. 77                     | |
| 1989  | Vivaldi: The Four Seasons                                | |
| 1988  | Sibelius: Violin Concerto                                | |
| 1988  | Bruch, Schubert & Mendelssohn                            | |
| 1988  | Spirit of Eden                                           | |
| 1987  | Let Loose                                                | |
| 1987  | Walton: Viola Concerto                                   | |
| 1986  | Bartók & Duke Ellington                                  | |
| 1986  | Tchaikovsky & Chausson                                   | |
| 1984  | Elgar: Violin Concerto in B minor, Op. 61                | |
| 1984  | Salut d'Amour & Other Elgar Favourites                   | |
| 1984  | Nigel Kennedy Plays Jazz                                 | |

## Instruments
Nigel Kennedy possède ou a joué sur des violons de :
- Guarneri del Gesù, fabriqué en 1735
- Stradivarius, le violon la "Cathédrale" de 1707
- Bergonzi de 1732
- Scott Cao (en)